# Alexis Antunes
Alexis Antunes Gomez (* 31. Juli 2000 in Genf) ist ein Schweizer Fussballspieler.

## Karriere

### Verein
Antunes begann seine Laufbahn beim FC Champel und bei Étoile Carouge, bevor er 2013 in die Jugend des Servette FC wechselte. Zur Saison 2017/18 wurde er in das Kader der zweiten Mannschaft befördert und bestritt bis Saisonende acht Spiele in der fünftklassigen 2. Liga interregional, wobei er ein Tor erzielte. Zudem gab er am 24. Februar 2018, dem 22. Spieltag, beim 4:0 gegen den FC Aarau sein Debüt für die erste Mannschaft in der zweitklassigen Challenge League, als er in der 75. Minute für Sébastien Wüthrich eingewechselt wurde. Bis zum Ende der Spielzeit absolvierte er sieben Partien in der zweithöchsten Schweizer Spielklasse. Ausserdem kam er in der 1. Runde des Schweizer Cups zum Einsatz. Servette schied schliesslich in der 2. Runde gegen den FC Luzern aus. 2018/19 spielte er je sieben Mal für die Reserve in der 2. Liga interregional und für die Profis in der Challenge League, wobei er jeweils ein Tor erzielte. Die Profimannschaft der Genfer stieg als Meister in die erstklassige Super League auf. Im Schweizer Cup wurde er bei der Niederlage gegen den FC Luzern in der zweiten Runde eingesetzt und schoss dabei ebenfalls ein Tor. Nach einer weiteren Partie für Servette im Schweizer Cup schloss er sich im September 2019 auf Leihbasis dem Zweitligisten FC Chiasso an. Bis Saisonende bestritt er 19 Spiele für die Südtessiner in der Challenge League, in denen er siebenmal traf. Nach Leihende kehrte er zur Spielzeit 2020/21 nach Genf zurück. Am 20. September 2020, dem 1. Spieltag, gab er beim 1:2 gegen den FC Lausanne-Sport sein Debüt in der Super League, als er in der 79. Minute für Koro Koné eingewechselt wurde. Bis Saisonende absolvierte er 14 Spiele in der höchsten Schweizer Spielklasse und eine Partie in der 1. Runde der Qualifikation zur UEFA Europa League (ein Tor), die man als Ligavierter der Vorsaison erreicht hatte. Servette verlor in der 2. Runde gegen Stade Reims und qualifizierte sich somit nicht für die Endrunde eines internationalen Wettbewerbs.

### Nationalmannschaft
Antunes durchlief ab der U-15 sämtliche U-Nationalmannschaften der Schweiz. Im Oktober 2020 kam er zu einem Kurzeinsatz in der U-21-Auswahl.

## Sonstiges
Seine Familie stammt aus Galicien.